# We Rose from Your Bed with the Sun in Our Head
We Rose from Your Bed with the Sun in Our Head – album koncertowy amerykańskiego zespołu Swans, wydany w 2012 w limitowanej edycji (1000 egzemplarzy z ręcznie malowanymi okładkami) przez Young God Records. W tym samym roku płyta ukazała się również w normalnej sprzedaży.
We Rose... zawiera nagrania zarejestrowane podczas koncertów zespołu w 2011 oraz wersje demo nowych utworów (tylko w edycji limitowanej).

## Lista utworów
Wersja 2xCD:
CD1:
| Nr | Tytuł utworu                   | Długość |
| -- | ------------------------------ | ------- |
| 1. | „Intro / No Words No Thoughts” | 23:21   |
| 2. | „Jim”                          | 8:16    |
| 3. | „Beautiful Child”              | 8:39    |
| 4. | „The Apostate”                 | 16:54   |
| 5. | „Yr Property”                  | 7:13    |
| 6. | „Sex God Sex”                  | 8:06    |

CD2:
| Nr  | Tytuł utworu                                                        | Długość |
| --- | ------------------------------------------------------------------- | ------- |
| 1.  | „The Seer (Intro) / I Crawled”                                      | 30:46   |
| 2.  | „Eden Prison”                                                       | 11:58   |
| 3.  | „93 Ave. B Blues / Little Mouth”                                    | 7:18    |
| 4.  | „Hello There” (tylko w edycji limitowanej)                          | 2:59    |
| 5.  | „Lunacy” (Demo) (tylko w edycji limitowanej)                        | 3:55    |
| 6.  | „The Mother of the World” (Demo) (tylko w edycji limitowanej)       | 4:26    |
| 7.  | „The Daughter Brings the Water” (Demo) (tylko w edycji limitowanej) | 2:37    |
| 8.  | „A Piece of the Sky” (Demo) (tylko w edycji limitowanej)            | 7:07    |
| 9.  | „The Seer” (Demo) (tylko w edycji limitowanej)                      | 3:07    |
| 10. | „Goodbye” (tylko w edycji limitowanej)                              | 0:09    |

## Twórcy
- Michael Gira – śpiew, gitara elektryczna
- Norman Westberg – gitara elektryczna
- Christoph Hahn – gitara hawajska
- Phil Puleo – perkusja, cymbały
- Thor Harris – perkusja, wibrafon, klarnet, melodyka, skrzypce
- Chris Pravdica – gitara basowa